# أليسون بيتش
أليسون بيتش (بالإنجليزية: Alison Beach)‏ هي بروفيسورة ومؤرخة أمريكية، ولدت في 1963.